# Mur-de-Barrez
Mur-de-Barrez – miejscowość i gmina we Francji, w regionie Oksytania, w departamencie Aveyron. W 2013 roku jej populacja wynosiła 819 mieszkańców. 